# Беннетт, Сэм (велогонщик)
Сэм Беннетт (англ. Sam Bennett; род. 16 октября 1990, Вервик, Бельгия) — ирландский профессиональный шоссейный велогонщик, выступающий с 2020 года за команду мирового тура «Deceuninck-Quick Step».< Чемпион Ирландии 2019 года в групповой гонке.
Победитель трёх этапов на Джиро д'Италия (2018) и двух этапов на Вуэльта Испании (2019).

## Карьера
Родился в бельгийском городе Вервике, где его отец выступал за местный футбольный клуб Eendracht Wervik. В возрасте четырёх лет вместе с родителями переехал в родную Ирландию, где провёл детство в Каррик-он-Шуре — родном городе известного ирландского велогонщика Шона Келли.
В сентябре 2013 года на Туре Британии выиграл пятый этап, опередив соперников в спринте из группы с 15-ти гонщиков. На 2-м и 8-м этапах ирландец стал вторым.
В апреле 2015 года попал в массовый завал на Схелдепрейсе. В июле впервые стартовал на гран-туре — Тур де Франс, но до Парижа не доехал, сойдя на 17-м этапе.
В июле 2016 года снова принимал участие на Большой Петле, но «отметился» лишь получением лантерн ружа, заняв последнее место в итоговой генеральной классификации, проиграв победителю гонки Крису Фруму более 5 часов.
7 марта 2017 года одержал первую в карьере викторию на гонке Мирового тура UCI, выиграв этап 3 на Париж — Ницца. В массовом спринте он опередил ряд известных спринтеров: Александра Кристоффа, Джона Дегенкольба, Марселя Киттеля и других.

В октябре Беннет отметился победой на четырёх этапах Тура Турции. На последнем 6-м этапе гонки он упал за 300 метров до финиша и упустил победу в очковом зачёте гонки.

## Достижения
2008
1-й  Чемпионат Европы на треке в гонке по очкам
1-й — Этап 7 Рас Тайлтенн
2010
1-й  Чемпионат Ирландии U23 в групповой гонке
1-й — Этап 4 Рона-Альпы Изер Тур
2011
1-й  Чемпионат Ирландии U23 в групповой гонке
1-й Гран-при Гела
2012
3-й Тур Северной Голландии
7-й Чемпионат Европы U23 в групповой гонке
9-й Чемпионат мира U23 в групповой гонке
2013
1-й — Этапы 3 и 8 Рас Тайлтенн
2014
1-й Классика Альмерии
1-й Тур Кёльна
Тур Баварии
1-й  Очковая классификация
1-й — Этап 5
2-й Велотон Берлин
2015
1-й Париж — Бурж
1-й — Этапы 1 и 3 Тур Баварии
1-й — Этап 1 Тур Катара
1-й — Этап 2 Арктическая гонка Норвегии
2-й Велотон Берлин
2016
1-й Париж — Бурж
Джиро ди Тоскана
1-й  Очковая классификация
1-й — Этап 2
1-й — Этап 1 Критериум Интернациональ
2-й Эшборн — Франкфурт
2-й Трофео Порререс
2017
1-й Тур Мюнстера
Тур Турции
1-й  Очковая классификация
1-й — Этапы 1, 2, 3 и 5
Тур Словении
1-й  Очковая классификация
1-й — Этапы 1 и 4
Тур Чехии
1-й  Очковая классификация
1-й — Этапы 2 и 4
1-й — Этап 3 Париж — Ницца
2-й Пипл'с Чойс Классик
8-й Лондон — Суррей Классик
2018
1-й Тур Кёльна
1-й — Этапы 7, 12 и 21 Джиро д'Италия
Тур Турции
1-й  Очковая классификация
1-й — Этапы 2, 3 и 6
7-й Эшборн — Франкфурт
2019
1-й  Чемпионат Ирландии в групповой гонке
БинБанк Тур
1-й  Очковая классификация
1-й — Этапы 1, 2 и 3
Тур Турции
1-й  Очковая классификация
1-й — Этапы 1 и 2
1-й — Этапы 3 и 14 Вуэльта Испании
1-й — Этапы 3 и 6 Париж — Ницца
1-й — Этап 3 Критериум Дофине
1-й — Этап 7 Тур ОАЭ
1-й — Этап 7 Вуэльта Сан-Хуана
2-й Лондон — Суррей Классик
6-й Чемпионат Европы в групповой гонке
10-й Тур Кёльна
2020
1-й Race Torquay
1-й — Этап 1 Тур Даун Андер
Тур де Франс
1-й  очковая классификация
1-й — Этапы 10 и 21

## Статистика выступлений

### Гранд-туры
| Гонка           | 2015 | 2016 | 2017 | 2018 | 2019 | 2020 | 2021 | 2022 |
| --------------- | ---- | ---- | ---- | ---- | ---- | ---- | ---- | ---- |
| Джиро д'Италия  | —    | —    | 158  | 112  | —    | —    | —    | —    |
| Тур де Франс    | НФ   | 174  | —    | —    | —    | 138  | —    | —    |
| Вуэльта Испании | —    | —    | —    | —    | 134  | 137  | —    |      |

| —  | Не участвовал  |
| НФ | Не финишировал |